# HMS Thule (P325)
Le HMS Thule est un sous-marin de la classe T de la Royal Navy.

## Histoire
Le Thule sert en Extrême-Orient pendant une grande partie de sa carrière au cours de la Seconde Guerre mondiale, où il coule treize jonques, deux allèges et cinq sampans avec des coups de feu dans le détroit de Malacca sur une période de douze jours entre le 17 décembre 1944 et le 29 décembre 1944. Il attaque un sous-marin, probablement le sous-marin japonais Ro-113 et croit l'avoir coulé, mais les torpilles du Thule explosent prématurément et le sous-marin adverse s'échappe indemne. Il coule après cinq autres voiliers et trois caboteurs et pose des mines.
Après la guerre, il continue à servir dans la Royal Navy. En mai 1951, le Thule est envoyé au Canada pour s'entraîner avec la Marine royale canadienne.
Le 18 novembre 1960, le Thule, membre du 5e escadron sous-marin, participe à un exercice anti-sous-marin au large de Portland Bill, lorsqu'il percute accidentellement un navire-citerne de la Royal Fleet Auxiliary, le RFA Black Ranger. Alors qu'il n'y a aucun dommage sur le Black Ranger, le sous-marin a des dégâts légers : Le schnorchel est cassé, l'un de ses périscopes plié. Le sous-marin est mis au rebut à Thos W Ward le 14 septembre 1962.
Son premier commandant, Alastair Mars, écrit Mon sous-marin l’Unbroken, sur ses opérations depuis la mise en service en Écosse jusqu'à la fin de la guerre en Australie.